# Юнацька збірна Лівану з футболу (U-17)
Юнацька збірна Лівану з футболу (U-17) — національна футбольна збірна Лівану, що складається із гравців віком до 17 років. Керівництво командою здійснює Федерація футболу Лівану.
Головним континентальним турніром для команди є Юнацький кубок Азії, який з 2008 року розігрується серед команд з віковим обмеженням до 16 років, і успішний виступ на якому дозволяє отримати путівку на Чемпіонат світу (U-17). Також може брати участь у товариських і регіональних змаганнях.
Протягом 1980-х років брала участь у відбіркових турнірах на світову першість у форматі U-16.

## Виступи на міжнародних турнірах

### Юнацький чемпіонат світу (U-17)
| Статистика чемпіонатів світу (U-17) | Статистика чемпіонатів світу (U-17) | Статистика чемпіонатів світу (U-17) | Статистика чемпіонатів світу (U-17) | Статистика чемпіонатів світу (U-17) | Статистика чемпіонатів світу (U-17) | Статистика чемпіонатів світу (U-17) | Статистика чемпіонатів світу (U-17) | Статистика чемпіонатів світу (U-17) |                                                                    | Статистика відбору                                                 | Статистика відбору                                                 | Статистика відбору                                                 | Статистика відбору                                                 | Статистика відбору                                                 | Статистика відбору                                                 | Статистика відбору |
| Господар / Рік                      | Раунд                               | Місце                               | І                                   | В                                   | Н                                   | П                                   | Г+                                  | Г-                                  | Результат                                                          | І                                                                  | В                                                                  | Н                                                                  | П                                                                  | Г+                                                                 | Г-                                                                 |                    |
| ----------------------------------- | ----------------------------------- | ----------------------------------- | ----------------------------------- | ----------------------------------- | ----------------------------------- | ----------------------------------- | ----------------------------------- | ----------------------------------- | ------------------------------------------------------------------ | ------------------------------------------------------------------ | ------------------------------------------------------------------ | ------------------------------------------------------------------ | ------------------------------------------------------------------ | ------------------------------------------------------------------ | ------------------------------------------------------------------ | ------------------ |
| 1985                                | відмовилися від участі              | відмовилися від участі              | відмовилися від участі              | відмовилися від участі              | відмовилися від участі              | відмовилися від участі              | відмовилися від участі              | відмовилися від участі              | відмовилися від участі                                             | відмовилися від участі                                             | відмовилися від участі                                             | відмовилися від участі                                             | відмовилися від участі                                             | відмовилися від участі                                             | відмовилися від участі                                             |                    |
| 1987                                | відмовилися від участі              | відмовилися від участі              | відмовилися від участі              | відмовилися від участі              | відмовилися від участі              | відмовилися від участі              | відмовилися від участі              | відмовилися від участі              | відмовилися від участі                                             | відмовилися від участі                                             | відмовилися від участі                                             | відмовилися від участі                                             | відмовилися від участі                                             | відмовилися від участі                                             | відмовилися від участі                                             |                    |
| 1989                                | відмовилися від участі              | відмовилися від участі              | відмовилися від участі              | відмовилися від участі              | відмовилися від участі              | відмовилися від участі              | відмовилися від участі              | відмовилися від участі              | відмовилися від участі                                             | відмовилися від участі                                             | відмовилися від участі                                             | відмовилися від участі                                             | відмовилися від участі                                             | відмовилися від участі                                             | відмовилися від участі                                             |                    |
| 1991                                | відмовилися від участі              | відмовилися від участі              | відмовилися від участі              | відмовилися від участі              | відмовилися від участі              | відмовилися від участі              | відмовилися від участі              | відмовилися від участі              | відмовилися від участі                                             | відмовилися від участі                                             | відмовилися від участі                                             | відмовилися від участі                                             | відмовилися від участі                                             | відмовилися від участі                                             | відмовилися від участі                                             |                    |
| 1993                                | відмовилися від участі              | відмовилися від участі              | відмовилися від участі              | відмовилися від участі              | відмовилися від участі              | відмовилися від участі              | відмовилися від участі              | відмовилися від участі              | відмовилися від участі                                             | відмовилися від участі                                             | відмовилися від участі                                             | відмовилися від участі                                             | відмовилися від участі                                             | відмовилися від участі                                             | відмовилися від участі                                             |                    |
| 1995                                | відмовилися від участі              | відмовилися від участі              | відмовилися від участі              | відмовилися від участі              | відмовилися від участі              | відмовилися від участі              | відмовилися від участі              | відмовилися від участі              | відмовилися від участі                                             | відмовилися від участі                                             | відмовилися від участі                                             | відмовилися від участі                                             | відмовилися від участі                                             | відмовилися від участі                                             | відмовилися від участі                                             |                    |
| 1997                                | відмовилися від участі              | відмовилися від участі              | відмовилися від участі              | відмовилися від участі              | відмовилися від участі              | відмовилися від участі              | відмовилися від участі              | відмовилися від участі              | відмовилися від участі                                             | відмовилися від участі                                             | відмовилися від участі                                             | відмовилися від участі                                             | відмовилися від участі                                             | відмовилися від участі                                             | відмовилися від участі                                             |                    |
| 1999                                | відмовилися від участі              | відмовилися від участі              | відмовилися від участі              | відмовилися від участі              | відмовилися від участі              | відмовилися від участі              | відмовилися від участі              | відмовилися від участі              | відмовилися від участі                                             | відмовилися від участі                                             | відмовилися від участі                                             | відмовилися від участі                                             | відмовилися від участі                                             | відмовилися від участі                                             | відмовилися від участі                                             |                    |
| 2001                                | не кваліфікувалася                  | не кваліфікувалася                  | не кваліфікувалася                  | не кваліфікувалася                  | не кваліфікувалася                  | не кваліфікувалася                  | не кваліфікувалася                  | не кваліфікувалася                  | Юнацький (U-17) кубок Азії з футболу 2000 був відбірковим турніром | Юнацький (U-17) кубок Азії з футболу 2000 був відбірковим турніром | Юнацький (U-17) кубок Азії з футболу 2000 був відбірковим турніром | Юнацький (U-17) кубок Азії з футболу 2000 був відбірковим турніром | Юнацький (U-17) кубок Азії з футболу 2000 був відбірковим турніром | Юнацький (U-17) кубок Азії з футболу 2000 був відбірковим турніром | Юнацький (U-17) кубок Азії з футболу 2000 був відбірковим турніром |                    |
| 2003                                | знялася                             | знялася                             | знялася                             | знялася                             | знялася                             | знялася                             | знялася                             | знялася                             | знялася                                                            | знялася                                                            | знялася                                                            | знялася                                                            | знялася                                                            | знялася                                                            | знялася                                                            |                    |
| 2005                                | не кваліфікувалася                  | не кваліфікувалася                  | не кваліфікувалася                  | не кваліфікувалася                  | не кваліфікувалася                  | не кваліфікувалася                  | не кваліфікувалася                  | не кваліфікувалася                  | Юнацький (U-17) кубок Азії з футболу 2004 був відбірковим турніром | Юнацький (U-17) кубок Азії з футболу 2004 був відбірковим турніром | Юнацький (U-17) кубок Азії з футболу 2004 був відбірковим турніром | Юнацький (U-17) кубок Азії з футболу 2004 був відбірковим турніром | Юнацький (U-17) кубок Азії з футболу 2004 був відбірковим турніром | Юнацький (U-17) кубок Азії з футболу 2004 був відбірковим турніром | Юнацький (U-17) кубок Азії з футболу 2004 був відбірковим турніром |                    |
| 2007                                | не кваліфікувалася                  | не кваліфікувалася                  | не кваліфікувалася                  | не кваліфікувалася                  | не кваліфікувалася                  | не кваліфікувалася                  | не кваліфікувалася                  | не кваліфікувалася                  | Юнацький (U-17) кубок Азії з футболу 2006 був відбірковим турніром | Юнацький (U-17) кубок Азії з футболу 2006 був відбірковим турніром | Юнацький (U-17) кубок Азії з футболу 2006 був відбірковим турніром | Юнацький (U-17) кубок Азії з футболу 2006 був відбірковим турніром | Юнацький (U-17) кубок Азії з футболу 2006 був відбірковим турніром | Юнацький (U-17) кубок Азії з футболу 2006 був відбірковим турніром | Юнацький (U-17) кубок Азії з футболу 2006 був відбірковим турніром |                    |
| 2009                                | не кваліфікувалася                  | не кваліфікувалася                  | не кваліфікувалася                  | не кваліфікувалася                  | не кваліфікувалася                  | не кваліфікувалася                  | не кваліфікувалася                  | не кваліфікувалася                  | Юнацький (U-16) кубок Азії з футболу 2008 був відбірковим турніром | Юнацький (U-16) кубок Азії з футболу 2008 був відбірковим турніром | Юнацький (U-16) кубок Азії з футболу 2008 був відбірковим турніром | Юнацький (U-16) кубок Азії з футболу 2008 був відбірковим турніром | Юнацький (U-16) кубок Азії з футболу 2008 був відбірковим турніром | Юнацький (U-16) кубок Азії з футболу 2008 був відбірковим турніром | Юнацький (U-16) кубок Азії з футболу 2008 був відбірковим турніром |                    |
| 2011                                | не кваліфікувалася                  | не кваліфікувалася                  | не кваліфікувалася                  | не кваліфікувалася                  | не кваліфікувалася                  | не кваліфікувалася                  | не кваліфікувалася                  | не кваліфікувалася                  | Юнацький (U-16) кубок Азії з футболу 2010 був відбірковим турніром | Юнацький (U-16) кубок Азії з футболу 2010 був відбірковим турніром | Юнацький (U-16) кубок Азії з футболу 2010 був відбірковим турніром | Юнацький (U-16) кубок Азії з футболу 2010 був відбірковим турніром | Юнацький (U-16) кубок Азії з футболу 2010 був відбірковим турніром | Юнацький (U-16) кубок Азії з футболу 2010 був відбірковим турніром | Юнацький (U-16) кубок Азії з футболу 2010 був відбірковим турніром |                    |
| 2013                                | знялася                             | знялася                             | знялася                             | знялася                             | знялася                             | знялася                             | знялася                             | знялася                             | знялася                                                            | знялася                                                            | знялася                                                            | знялася                                                            | знялася                                                            | знялася                                                            | знялася                                                            |                    |
| 2015                                | не кваліфікувалася                  | не кваліфікувалася                  | не кваліфікувалася                  | не кваліфікувалася                  | не кваліфікувалася                  | не кваліфікувалася                  | не кваліфікувалася                  | не кваліфікувалася                  | Юнацький (U-16) кубок Азії з футболу 2014 був відбірковим турніром | Юнацький (U-16) кубок Азії з футболу 2014 був відбірковим турніром | Юнацький (U-16) кубок Азії з футболу 2014 був відбірковим турніром | Юнацький (U-16) кубок Азії з футболу 2014 був відбірковим турніром | Юнацький (U-16) кубок Азії з футболу 2014 був відбірковим турніром | Юнацький (U-16) кубок Азії з футболу 2014 був відбірковим турніром | Юнацький (U-16) кубок Азії з футболу 2014 був відбірковим турніром |                    |
| 2017                                | не кваліфікувалася                  | не кваліфікувалася                  | не кваліфікувалася                  | не кваліфікувалася                  | не кваліфікувалася                  | не кваліфікувалася                  | не кваліфікувалася                  | не кваліфікувалася                  | Юнацький (U-16) кубок Азії з футболу 2016 був відбірковим турніром | Юнацький (U-16) кубок Азії з футболу 2016 був відбірковим турніром | Юнацький (U-16) кубок Азії з футболу 2016 був відбірковим турніром | Юнацький (U-16) кубок Азії з футболу 2016 був відбірковим турніром | Юнацький (U-16) кубок Азії з футболу 2016 був відбірковим турніром | Юнацький (U-16) кубок Азії з футболу 2016 був відбірковим турніром | Юнацький (U-16) кубок Азії з футболу 2016 був відбірковим турніром |                    |
| 2019                                | не кваліфікувалася                  | не кваліфікувалася                  | не кваліфікувалася                  | не кваліфікувалася                  | не кваліфікувалася                  | не кваліфікувалася                  | не кваліфікувалася                  | не кваліфікувалася                  | Юнацький (U-16) кубок Азії з футболу 2018 був відбірковим турніром | Юнацький (U-16) кубок Азії з футболу 2018 був відбірковим турніром | Юнацький (U-16) кубок Азії з футболу 2018 був відбірковим турніром | Юнацький (U-16) кубок Азії з футболу 2018 був відбірковим турніром | Юнацький (U-16) кубок Азії з футболу 2018 був відбірковим турніром | Юнацький (U-16) кубок Азії з футболу 2018 був відбірковим турніром | Юнацький (U-16) кубок Азії з футболу 2018 був відбірковим турніром |                    |
| 2021                                | не кваліфікувалася                  | не кваліфікувалася                  | не кваліфікувалася                  | не кваліфікувалася                  | не кваліфікувалася                  | не кваліфікувалася                  | не кваліфікувалася                  | не кваліфікувалася                  | Юнацький (U-16) кубок Азії з футболу 2020 був відбірковим турніром | Юнацький (U-16) кубок Азії з футболу 2020 був відбірковим турніром | Юнацький (U-16) кубок Азії з футболу 2020 був відбірковим турніром | Юнацький (U-16) кубок Азії з футболу 2020 був відбірковим турніром | Юнацький (U-16) кубок Азії з футболу 2020 був відбірковим турніром | Юнацький (U-16) кубок Азії з футболу 2020 був відбірковим турніром | Юнацький (U-16) кубок Азії з футболу 2020 був відбірковим турніром |                    |
| Усього                              | –                                   | 0/19                                | –                                   | –                                   | –                                   | –                                   | –                                   | –                                   | Усього                                                             | –                                                                  | –                                                                  | –                                                                  | –                                                                  | –                                                                  | –                                                                  |                    |

### Юнацький кубок Азії з футболу
| Юнацький кубок Азії | Юнацький кубок Азії    | Юнацький кубок Азії    | Юнацький кубок Азії    | Юнацький кубок Азії    | Юнацький кубок Азії    | Юнацький кубок Азії    | Юнацький кубок Азії    | Юнацький кубок Азії    |                        | Статистика відбору     | Статистика відбору     | Статистика відбору     | Статистика відбору     | Статистика відбору     | Статистика відбору     | Статистика відбору |
| Господар / Рік      | Раунд                  | Місце                  | І                      | В                      | Н                      | П                      | Г+                     | Г-                     | Результат              | І                      | В                      | Н                      | П                      | Г+                     | Г-                     |                    |
| ------------------- | ---------------------- | ---------------------- | ---------------------- | ---------------------- | ---------------------- | ---------------------- | ---------------------- | ---------------------- | ---------------------- | ---------------------- | ---------------------- | ---------------------- | ---------------------- | ---------------------- | ---------------------- | ------------------ |
| 1985                | відмовилися від участі | відмовилися від участі | відмовилися від участі | відмовилися від участі | відмовилися від участі | відмовилися від участі | відмовилися від участі | відмовилися від участі | відмовилися від участі | відмовилися від участі | відмовилися від участі | відмовилися від участі | відмовилися від участі | відмовилися від участі | відмовилися від участі |                    |
| 1986                | відмовилися від участі | відмовилися від участі | відмовилися від участі | відмовилися від участі | відмовилися від участі | відмовилися від участі | відмовилися від участі | відмовилися від участі | відмовилися від участі | відмовилися від участі | відмовилися від участі | відмовилися від участі | відмовилися від участі | відмовилися від участі | відмовилися від участі |                    |
| 1988                | відмовилися від участі | відмовилися від участі | відмовилися від участі | відмовилися від участі | відмовилися від участі | відмовилися від участі | відмовилися від участі | відмовилися від участі | відмовилися від участі | відмовилися від участі | відмовилися від участі | відмовилися від участі | відмовилися від участі | відмовилися від участі | відмовилися від участі |                    |
| 1990                | відмовилися від участі | відмовилися від участі | відмовилися від участі | відмовилися від участі | відмовилися від участі | відмовилися від участі | відмовилися від участі | відмовилися від участі | відмовилися від участі | відмовилися від участі | відмовилися від участі | відмовилися від участі | відмовилися від участі | відмовилися від участі | відмовилися від участі |                    |
| 1992                | відмовилися від участі | відмовилися від участі | відмовилися від участі | відмовилися від участі | відмовилися від участі | відмовилися від участі | відмовилися від участі | відмовилися від участі | відмовилися від участі | відмовилися від участі | відмовилися від участі | відмовилися від участі | відмовилися від участі | відмовилися від участі | відмовилися від участі |                    |
| 1994                | відмовилися від участі | відмовилися від участі | відмовилися від участі | відмовилися від участі | відмовилися від участі | відмовилися від участі | відмовилися від участі | відмовилися від участі | відмовилися від участі | відмовилися від участі | відмовилися від участі | відмовилися від участі | відмовилися від участі | відмовилися від участі | відмовилися від участі |                    |
| 1996                | відмовилися від участі | відмовилися від участі | відмовилися від участі | відмовилися від участі | відмовилися від участі | відмовилися від участі | відмовилися від участі | відмовилися від участі | відмовилися від участі | відмовилися від участі | відмовилися від участі | відмовилися від участі | відмовилися від участі | відмовилися від участі | відмовилися від участі |                    |
| 1998                | відмовилися від участі | відмовилися від участі | відмовилися від участі | відмовилися від участі | відмовилися від участі | відмовилися від участі | відмовилися від участі | відмовилися від участі | відмовилися від участі | відмовилися від участі | відмовилися від участі | відмовилися від участі | відмовилися від участі | відмовилися від участі | відмовилися від участі |                    |
| 2000                | не кваліфікувалася     | не кваліфікувалася     | не кваліфікувалася     | не кваліфікувалася     | не кваліфікувалася     | не кваліфікувалася     | не кваліфікувалася     | не кваліфікувалася     | 4-е з 5                | 4                      | 1                      | 0                      | 3                      | 9                      | 13                     |                    |
| 2002                | знялася                | знялася                | знялася                | знялася                | знялася                | знялася                | знялася                | знялася                | знялася                | знялася                | знялася                | знялася                | знялася                | знялася                | знялася                |                    |
| 2004                | не кваліфікувалася     | не кваліфікувалася     | не кваліфікувалася     | не кваліфікувалася     | не кваліфікувалася     | не кваліфікувалася     | не кваліфікувалася     | не кваліфікувалася     | 3-є з 3                | 2                      | 0                      | 0                      | 2                      | 0                      | 10                     |                    |
| 2006                | не кваліфікувалася     | не кваліфікувалася     | не кваліфікувалася     | не кваліфікувалася     | не кваліфікувалася     | не кваліфікувалася     | не кваліфікувалася     | не кваліфікувалася     | 3-є з 3                | 2                      | 0                      | 0                      | 2                      | 2                      | 9                      |                    |
| 2008                | не кваліфікувалася     | не кваліфікувалася     | не кваліфікувалася     | не кваліфікувалася     | не кваліфікувалася     | не кваліфікувалася     | не кваліфікувалася     | не кваліфікувалася     | 4-е з 6                | 5                      | 2                      | 0                      | 3                      | 9                      | 15                     |                    |
| 2010                | не кваліфікувалася     | не кваліфікувалася     | не кваліфікувалася     | не кваліфікувалася     | не кваліфікувалася     | не кваліфікувалася     | не кваліфікувалася     | не кваліфікувалася     | 5-е з 5                | 4                      | 0                      | 0                      | 4                      | 1                      | 12                     |                    |
| 2012                | знялася                | знялася                | знялася                | знялася                | знялася                | знялася                | знялася                | знялася                | знялася                | знялася                | знялася                | знялася                | знялася                | знялася                | знялася                |                    |
| 2014                | не кваліфікувалася     | не кваліфікувалася     | не кваліфікувалася     | не кваліфікувалася     | не кваліфікувалася     | не кваліфікувалася     | не кваліфікувалася     | не кваліфікувалася     | 4-е з 5                | 4                      | 1                      | 0                      | 3                      | 6                      | 16                     |                    |
| 2016                | не кваліфікувалася     | не кваліфікувалася     | не кваліфікувалася     | не кваліфікувалася     | не кваліфікувалася     | не кваліфікувалася     | не кваліфікувалася     | не кваліфікувалася     | 4-е з 4                | 3                      | 0                      | 0                      | 3                      | 2                      | 11                     |                    |
| 2018                | не кваліфікувалася     | не кваліфікувалася     | не кваліфікувалася     | не кваліфікувалася     | не кваліфікувалася     | не кваліфікувалася     | не кваліфікувалася     | не кваліфікувалася     | 4-е з 5                | 4                      | 1                      | 0                      | 3                      | 3                      | 8                      |                    |
| 2020                | не кваліфікувалася     | не кваліфікувалася     | не кваліфікувалася     | не кваліфікувалася     | не кваліфікувалася     | не кваліфікувалася     | не кваліфікувалася     | не кваліфікувалася     | 4-е з 4                | 3                      | 0                      | 0                      | 3                      | 4                      | 9                      |                    |
| Усього              | –                      | 0/18                   | –                      | –                      | –                      | –                      | –                      | –                      | Усього                 | 31                     | 5                      | 0                      | 26                     | 36                     | 103                    |                    |